# John M. Costello

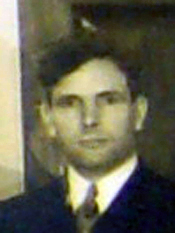
John M. Costello

John Martin Costello (* 15. Januar 1903 in Los Angeles, Kalifornien; † 28. August 1976 in Las Vegas, Nevada) war ein US-amerikanischer Politiker. Zwischen 1935 und 1945 vertrat er den Bundesstaat Kalifornien im US-Repräsentantenhaus.

## Werdegang
John Costello besuchte die öffentlichen Schulen seiner Heimat. Nach einem anschließenden Jurastudium an der Loyola Law School in Los Angeles und seiner 1924 erfolgten Zulassung als Rechtsanwalt begann er in diesem Beruf zu arbeiten. In den Jahren 1924 und 1925 war er außerdem noch als Grundschullehrer in Los Angeles tätig. Gleichzeitig schlug er als Mitglied der Demokratischen Partei eine politische Laufbahn ein. 1932 kandidierte er noch erfolglos für den Kongress.
Bei den Kongresswahlen des Jahres 1934 wurde Costello dann aber im 15. Wahlbezirk von Kalifornien in das US-Repräsentantenhaus in Washington, D.C. gewählt, wo er am 3. Januar 1935 die Nachfolge von William I. Traeger antrat. Nach vier Wiederwahlen konnte er bis zum 3. Januar 1945 fünf Legislaturperioden im Kongress absolvieren. Dort wurden bis 1941 die meisten der New-Deal-Gesetze der Bundesregierung unter Präsident Franklin D. Roosevelt verabschiedet. Seit 1941 war auch die Arbeit des Kongresses von den Ereignissen des Zweiten Weltkrieges geprägt.
1944 wurde John Costello von seiner Partei nicht mehr zur Wiederwahl nominiert. Zwischen 1945 und 1947 war er Geschäftsführer der Vertretung der Handelskammer von Los Angeles in der Bundeshauptstadt Washington. Danach praktizierte er bis 1976 in Washington als Anwalt. Er starb am 28. August 1976 in Las Vegas und wurde in Los Angeles beigesetzt.